# Wilhelm Ratzenböck
Wilhelm Ratzenböck OCist (* 18. Juli 1900 in Großtraberg, als Justinus Ratzenböck; † 22. Februar 1966 in Wels) war von 1948 bis 1965 der 70. Abt des Zisterzienserstiftes Wilhering in Oberösterreich.

## Leben
Justinus Ratzenböck wurde als Sohn eines Schuhmachers und Neffe eines Wilheringer Priors im heutigen Großtraberg geboren, das damals Traberg bzw. Pfarre Traberg genannt wurde. Seine Schulzeit verbrachte er als Externer im Untergymnasium des Zisterzienserstiftes Wilhering und legte seine Matura am Linzer Staatsgymnasium ab. Am 19. August 1920 begann er sein Noviziat wiederum im Stift Wilhering, wo er den Ordensnamen Wilhelm erhielt. Theologie studierte er in den Klöstern St. Florian und Mehrerau, war ab 1925 Kaplan in den Stiftspfarreien Zwettl und Vorderweißenbach und wurde 1935 von der Katholisch-theologischen Fakultät in Salzburg, einer Vorgängerin der heutigen Universität Salzburg, mit einer Dissertation über die Steuern bei den Hebräern zur Zeit der ersten Könige zum Dr. theol. promoviert.
Danach war er für ein Jahr Novizenmeister, bevor er die Leitung der Stiftspfarre St. Johann in Niederösterreich übernahm. Nach dem Krieg und der zwischenzeitlichen Aufhebung des Stiftes Wilhering, kehrte er 1946 in sein Kloster zurück und wurde dort Prior sowie Lehrer für Religion am Stiftsgymnasium. Am 13. August 1948 wurde er zum Abt gewählt und hatte dieses Amt bis kurz vor seinem Tod 17 Jahre inne.
Abt Wilhelm leitete sein Stift in der Nachkriegszeit, in der dieses einen personellen und baulichen Aufschwung erfuhr. 22 Kleriker und vier Laienbrüder legten in dieser Zeit ihre Feierliche Profess ab. Zudem wurde der Westflügel der Stiftsanlage ausgebaut, sodass eine Oberstufe eingerichtet und die Schülerzahl des Stiftsgymnasiums von etwa 100 auf ca. 260 erhöht werden konnte.
Wilhelm Ratzenböck ist bestattet in der Äbtegruft der Stiftskirche Wilhering.